# Реймс-Ге (траса)
Траса Реймс-Ге (фр. Circuit de Reims-Gueux) — колишня траса для перегонів, що складалася з сільських доріг загального користування, розташована в Ге, за 8 км на захід від Реймса в регіоні Шампань на північному сході Франції. Траса була заснована у 1926 році як друге місце проведення Гран-прі Марни. Трикутне розташування доріг загального користування утворювало три сектори між селами Тіюа та Ге, проходячи через перехрестя Ла-Гаренн-Коломб / Ге на шосе Route nationale 31. Траса стала однією з найшвидших в свою епоху завдяки своїм двом довгим прямим (приблизно 2,2 км кожна), які дозволяли автомобілям досягати максимальної швидкості, що посприяло багатьом відомим дуелям з використанням сліпстріму.

## Історія

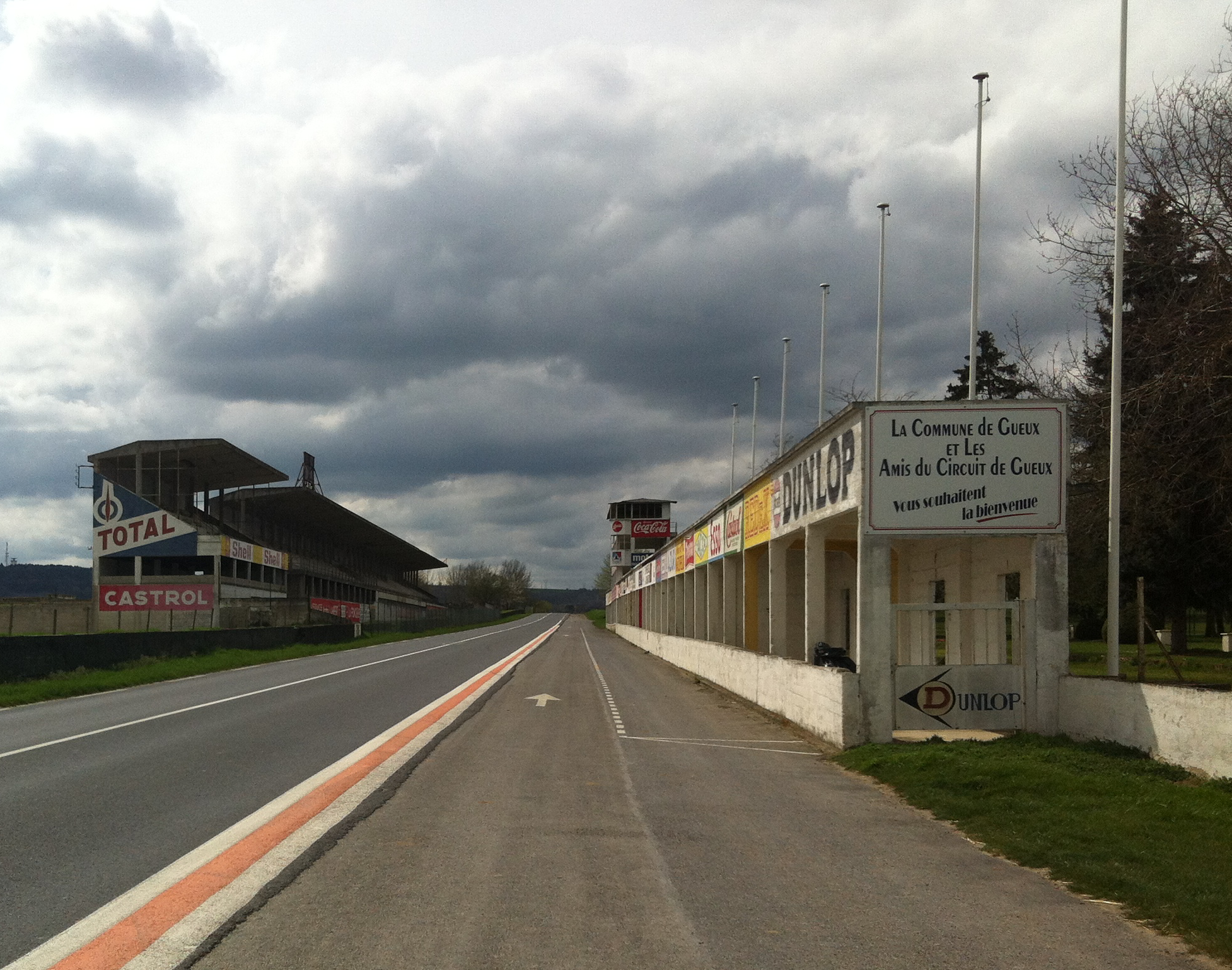
Піт-бокси та трибуни колишньої траси Реймс-Ге в 2016 році.

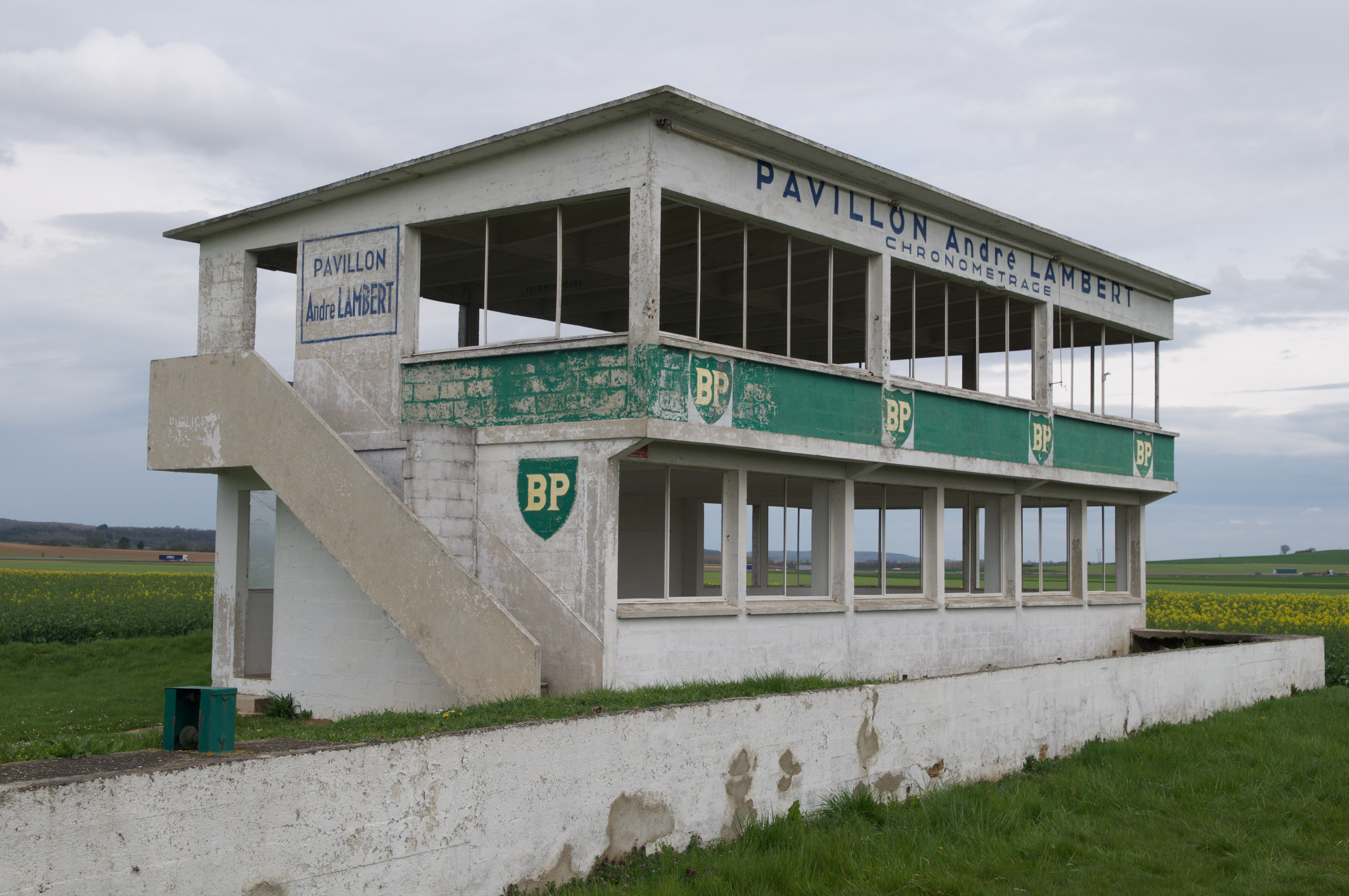
Будівля хронометристів на колишній трасі Реймс-Ге в 2016 році.

Автоперегони в Реймсі почалися в 1926 році з другого Гран-прі Марни, перемістивши перегони з квадратної 22-кілометрової траси Бен-Норуа на схід від Реймса до Реймс-Ге на захід від Реймса. Лінія старту/фінішу на початковій трасі довжиною 7,816 км розташовувалася на дорозі D27, приблизно за 1,6 км на схід від центру села Ге, де вона залишалася протягом усього часу використання траси. Цей варіант траси повністю складався з довгих прямих, швидкісних вигинів, двох вузьких кутових поворотів і гострої шпильки, що дуже сильно позначалося на двигунах, гальмах та споживанні палива. Поступове розширення на кількох ділянках, включаючи повороти Гаренн-Ге / Тіюа, перед Гран-прі Франції 1932 року призвело до нової офіційної довжини траси 7,826 км, після чого траса залишалася практично незмінною до 1937 року.
Організаційні зміни перед Гран-прі Франції 1938 року призвели до значного розширення прямої Тіюа-Ге. Повідомлялося, що в результаті процесу були вирубані дерева та знесені конструкції, щоб зробити трасу ще швидшою, завершивши еру Гран-прі чемпіонськими Гран-прі Франції 1938-1939 років.
Перегони в Реймс-Ге відновилися в 1947 році з 16-м Гран-прі Реймса, фактично завершивши серію Гран-прі Марни, за винятком останньої гонки в 1952 році. У 1948 і 1949 роках на трасі Реймс-Ге відбулися перші перегони на болідах Формули-1. На той час тимчасові трибуни були встановлені на поворотах Ге / Ла-Гаренн і Тіюа, а після проведення шостого етапу першого Чемпіонату світу Формули-1 1950 року стало зрозуміло, що траса потребує подальшої масштабної реконструкції, щоб відповідати стандартам технологічної Формули-1.
У 1952 році була змінена конфігурація траси для обходу Ге через нову ділянку D26, скоротивши дожину з 7,826 км до 7,152 км, після чого її було перейменовано на «Circuit de Reims». Удосконалення продовжились під час підготовки до 1953 року, першого року перегонів 12 годин Реймса, під час яких було показано нове розширення траси D26 від Virage de la Hovette (поворот Енні Буске) до нового спеціально побудованого перехрестя з прямою Ла-Гарен (поворот Muizon ) приблизно за 1,2 км на захід від попереднього перехрестя Ге / Ла-Гаренн, що призвело до подовження загальної довжини траси до 8,372 км. Останні значні модифікації були внесені до сезону 1954 року, було перепрофільовано новий поворот Muizon та поворот Thillois до більшого та швидшого радіусу. Завдяки новим змінам траса отримала свою остаточну довжину в 8,302 км.
Останній рік для Формули-1 у Реймсі припав на 1966 рік, фінальні змагання спортивних автомобілів відбулися в 1969 році, а мотоциклетні перегони тривали ще 3 роки. У 1972 році автодром Реймс-Ге був остаточно закритий через фінансові труднощі. У 1997 році мала відбутися історична гонка, але вона була скасована з технічних причин за кілька місяців до її проведення. В 2002 році деякі частини траси були знесені бульдозерами. Кілька ділянок старої траси все ще видно сьогодні навколо піт-лейну, на кільцевій розв’язці D26 / D27, а також частину розширення D26 на повороті Говетт, де колись була шпилька Muizon 1953 року.
Сьогодні стара пряма RN31 між Muizon і Thillois є ширшою подвійною проїзною смугою, хоча вона йде по тій же лінії, що й оригінальна двосмугова дорога колишнього автодрому. Все ще можна проїхати коло, більш-менш, оригінальної версії 1926 року (через центр Ге) та варіанту траси 1952 року, за винятком старого перехрестя Гарен, яке було знесено в рамках модернізації RN31. Більше неможливо повторити коло траси, яка використовувалася з 1953 року, оскільки асфальт між Bretelle Nord і Muizon було видалено. Некомерційна організація Les Amis du Circuit de Gueux працює над збереженням будівель старого піт-лейну, трибун та інших споруд, що залишилися на трасі, і активно підтримує історичні зустрічі.

## Рекорди кола
Офіційні рекорди найшвидшого кола перегонів на трасі Реймс-Ге виглядають так:
| Категорія                             | Час                                   | Гонщик                                | Траснпорт                             | Подія                                 |
| Кільце Гран-прі: 8.302 км (1954–1972) | Кільце Гран-прі: 8.302 км (1954–1972) | Кільце Гран-прі: 8.302 км (1954–1972) | Кільце Гран-прі: 8.302 км (1954–1972) | Кільце Гран-прі: 8.302 км (1954–1972) |
| ------------------------------------- | ------------------------------------- | ------------------------------------- | ------------------------------------- | ------------------------------------- |
| Group 4                               | 2:10.500                              | Пол Гокінс                            | Lola T70                              | 1967 12 годин Реймса                  |
| Формула-1                             | 2:11.300                              | Лоренцо Бандіні                       | Ferrari 312                           | 1966 Гран-прі Франції                 |
| Формула-2                             | 2:12.600                              | Пірс Каредж                           | Brabham BT30                          | 1969 Гран-прі Реймса                  |
| Спортпрототип                         | 2:25.500                              | Майк Паркс                            | Ferrari 250 P                         | 1963 Trophee P-GT-Sport               |
| Формула-Junior                        | 2:37.600                              | Пітер Арунделл                        | Lotus 22                              | 1962 Coupe de Juniors                 |
| Формула-3                             | 2:37.700                              | Патрік Депайє                         | Alpine A330                           | 1969 Етап Формули-3 в Реймсі          |
| 500cc                                 | 2:39.000                              | Джеф Дюк                              | Gilera 500 Saturno "Piuma"            | 1955 Мото Гран-прі Франції            |
| 350cc                                 | 3:02.000                              | Дуіліо Агостіні                       | Moto Guzzi 350 GP                     | 1955 Мото Гран-прі Франції            |
| 125cc                                 | 3:16.800                              | Ромоло Феррі                          | Mondial 125SS                         | 1955 Мото Гран-прі Франції            |
| Кільце Гран-прі: 8.372 км (1953)      |                                       |                                       |                                       |                                       |
| Формула-1                             | 2:41.000                              | Хуан-Мануель Фанхіо                   | Maserati A6GCM                        | 1953 Гран-прі Франції                 |
| Кільце Гран-прі: 7.152 км (1952)      |                                       |                                       |                                       |                                       |
| Формула-2                             | 2:28.700                              | Жан Бехра                             | Gordini T16                           | 1952 Гран-прі Марни                   |
| Спортпрототип                         | 2:35.500                              | Роберт Манзон                         | Gordini T15S                          | 1952 Гран-прі Реймса                  |
| Кільце Гран-прі: 7.826 км (1926–1951) |                                       |                                       |                                       |                                       |
| Формула-1                             | 2:27.800                              | Хуан-Мануель Фанхіо                   | Alfa Romeo 159                        | 1951 Гран-прі Франції                 |
| Гран-прі                              | 2:32.200                              | Герман Ланг                           | Mercedes-Benz W154                    | 1939 Гран-прі Франції                 |
| Формула-2                             | 2:53.600                              | Альберто Аскарі                       | Ferrari 166 F2                        | 1950 Coupe des Petites Cylindrees     |
| Спортпрототип                         | 3:07.400                              | Рене Кар'єр                           | Delahaye 145                          | 1937 Гран-прі Марни                   |